# Frea schoutedeni
Frea schoutedeni är en skalbaggsart som beskrevs av Stefan von Breuning 1935. Frea schoutedeni ingår i släktet Frea och familjen långhorningar. Inga underarter finns listade i Catalogue of Life.